# TOP 09
TOP 09 (forkortelse for Tradice Odpovědnost Prosperita 09, eller "Tradition, Ansvar, Velstand 09" på dansk) er et konservativt politisk parti i Tjekkiet. Efter parlamentsvalget i 2010 er de det næststørste borgerlige partiet i landet med 41 af 200 mandater i Deputertkammeret, 1 af 81 mandater i Senatet og 1 af 22 tjekkiske repræsentanter i Europaparlamentet. Fra 2010 har partiet indgået som juniorpartner i en regering ledet af Det demokratiske borgerparti (ODS) og Petr Nečas.

## Historie
TOP 09 blev grundlagt den 11. juni 2009 af Miroslav Kalousek og andre markedsliberale afhoppere fra Kristeligdemokratisk union – det tjekkoslovakiske folkeparti (KDU-ČSL) og den tidligere udenrigsminister Karel Schwarzenberg. Det indgår i Europæisk Folkparti (EPP).
Ved parlamentsvalget i 2010 fik TOP 09 16,7 % af stemmerne og dannede dermed en borgerlig koalitionsregering som juniorpartner med Det borgerligdemokratiske parti og Allmenhetens anliggenheter.

## Ledere
- Karel Schwarzenberg 2010–2015
- Miroslav Kalousek 2015–2017
- Jiří Pospíšil 2017–dags dato

## Valghistorikk
| Parlamentsvalg 2010– \| Valg \| Stemmer \| Stemmer \| Mandater \| Mandater \| \| Valg \| # \| % \| # \| ± \| \| ---- \| ------- \| ------- \| -------- \| --------- \| \| 2010 \| 873 833 \| 16,70 \| 41 \| Nyt parti \| |         |         |          |           |
| Valg | Stemmer | Stemmer | Mandater | Mandater  |
| Valg | #       | %       | #        | ±         |
| 2010 | 873 833 | 16,70   | 41       | Nyt parti |

## Regeringsdeltagelse
TOP 09s deltagelse i regeringer
- Petr Nečas' regering (ODS, TOP 09, VV) (28. juni 2010– 10. juli 2013)